# 大庭すみ花
大庭 すみ花（おおば すみか、1998年（平成10年）10月13日）は、茨城県鹿嶋市出身の女優、モデル、グラビアアイドル、タレントである。
活動拠点は東京都。所属事務所はLEADERS ENTERTAINMENT。キャッチコピーは『茨城産の峰不二子』。

## 経歴
2022年6月デビュー。国内外のSNSユーザーの話題を集め、デビューから僅か2週間でTwitterのフォロワー数2,500人を突破。同年7月には企業の商品アンバサダーを務め、渋谷モディでのコラボキャンペーンを行うなど、バーチャル・リアルを問わずマルチに活躍する。

## 人物
- 趣味は読書、心理学、バスケ[4]、ホラー、龍が如く[4]、逆転裁判、ゲーム実況、アニメ鑑賞。
- 特技は様々なポージングである。また独特の声質があり、声量、声幅の広さを特技としている。
- 特徴は色白であること。自身のSNSでも童顔と高身長をアピールしており、グラマーとしての身体のギャップを持ち味としている。

## 出演

### 映画
- 「井東探偵事務所/時給1041円」（坂上桃役）[2]

### 舞台
- LEADERS ENTERTAINMENT高澄プロデュース - 脚本／高澄 演出／岩間大樹・高澄 「アビリティーズ」（2023年3月、両国Airstudio） - ヒロイン中野時子役[4][5]
- 劇団25.6時間第8回本公演「貝殻つなぎ」 - 脚本／金川翔 演出／黒川一将 （2023年6月、吉祥寺シアター） - 池田唯奈役[4][6]
- 劇団水色革命第25回10周年記念公演「一歩一歩」 - 脚本・演出／ＭＡＲＵ（2023年7月、中野ザポケット） - ヒロイン織田さや／戦隊ステーション シルバー役[4][7]
- イベント企画OZ vol.17 「蒼天の宴 −龍−」 - 脚本／イイジマショウタ 演出／渡辺隼斗 （2023年8月、新宿村LIVE）[8] - 猫娘役
- NOVA READING vol.1「銀河鉄道のなかで」 - 脚本・演出／桐山瑛裕(SUPERNOVA) （2023年9月、MsmileBOX渋谷）[9] - 松村恵美役
- 林家畳 - 「陽だまりの中で」- 脚本・演出／林明寛 （2023年9月、ザ・ポケット）[10] - 林由美役
- ライズコミュニケーション - 脚本・演出／杉本達 「私が天下を取る〜憙乃巻〜」（2023年11月、浅草花劇場）[11] - 葛山役[12]
- WizArt主催 - 脚本・演出／長谷川直輝 SF朗読劇「Aiと命」（2024年4月、Art Live Space 「Special Colors」）[13] - アカメ役
- 株式会社フォーエスエンタテインメント・株式会社twl主催 - 脚本・演出／ゴブリン串田 「食卓の愛〜Spring ver〜」（2024年5月、中野Studio twl） - 雑司ヶ谷梨々役[14]
- WizArt朗読劇「混血脈- MIXSEED 覚醒 - PLUS+」 - 脚本・演出／長谷川直輝（2024年6月、Duo STAGE BBs）[15] - ネオン・キュリアット役[16]
- 「50minutes 2024」主演[17]
- RAVE☆塾 vol.15「かえってきた姫様スターダスト ～激しき学級階層の頂点に君臨する麗しきわがままプリンセスが体験した最恐の悪夢～」 - 脚本／大浜直樹 演出／古屋太朗(A)（2024年8月、築地本願寺ブディストホール）[18] - 一軍中村日葵役
- イノセントギアカンパニーリーディングライブ「椿姫」 - 脚本／デュマ・フィス 演出／谷繁幽太朗（2024年11月、ブルースクエア四谷） - 主演 マルグリット・ゴーティエ役[19]
- イノセントギアカンパニー「リア女王」 - 脚本／シェイクスピア 演出／谷繁幽太朗（2024年12月、サンモールスタジオ）[20] - ゴネリル役
- RAVE☆塾 vol.17「またかえってきたWteen〜罵詈雑言の剣ヶ峰！背水JKに与えられた指令は問答無用のサプライズ〜」 - 脚本／大浜直樹 演出／古屋太朗(A)（2025年3月、築地本願寺ブディストホール）[21] - お笑い部部長青山咲良役
- NLT Stage舞台「息る。」  - 脚本・演出／萩原成哉（2025年6月、ルート・シアター）[22] - 主演女1役

### 広告
- 杏堂「ありがとうプリン」公式アンバサダー

### ミスコンテスト
- ミスヤングアニマル2023 − ファイナリスト[2]

### アンバサダー
- 鹿島Ascendia 公式アンバサダー[23]

### ラジオ
- 渋谷クロスFM

### 雑誌
- ヤングアニマル